# Universalmonarchie

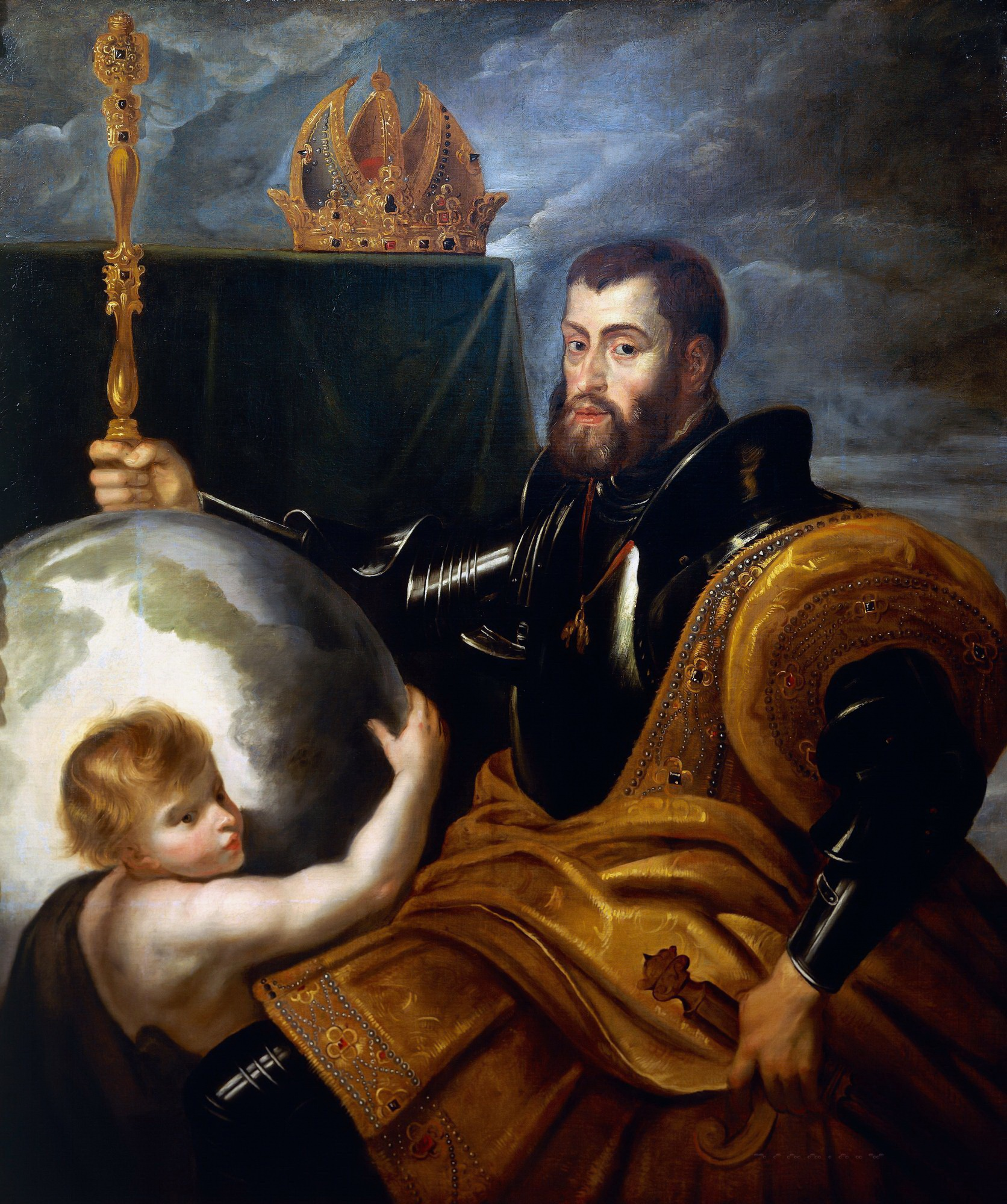
Peter Paul Rubens: Allegorie der Weltherrschaft Kaiser Karls V., um 1604 (Residenzgalerie Salzburg)

Unter Universalmonarchie (lateinisch ‚monarchia universalis‘) wurde die Herrschaft eines Einzelnen über die ganze Welt verstanden. Dieses in der Realität nie verwirklichte Konzept war ein politischer Leitbegriff der Frühen Neuzeit. Ungeachtet der vielschichtigen Beziehungen der politischen Akteure zueinander war es für das politische Denken bis ins 18. Jahrhundert kennzeichnend, eine alles umgreifende Ordnung zu fordern.

## Grundlegung im Mittelalter
Im Mittelalter erhoben sowohl der Kaiser als auch der Papst einen Anspruch auf universale Herrschaft (Imperium bzw. Sacerdotium). Daraus entstanden drei Probleme:
1. der konkurrierende Anspruch des byzantinischen Kaisertums (Zweikaiserproblem);
2. die Souveränität anderer weltlicher Herrscher, beispielsweise der Könige von Frankreich und von England;
3. das Verhältnis von Kaiser und Papst zueinander (Investiturstreit).

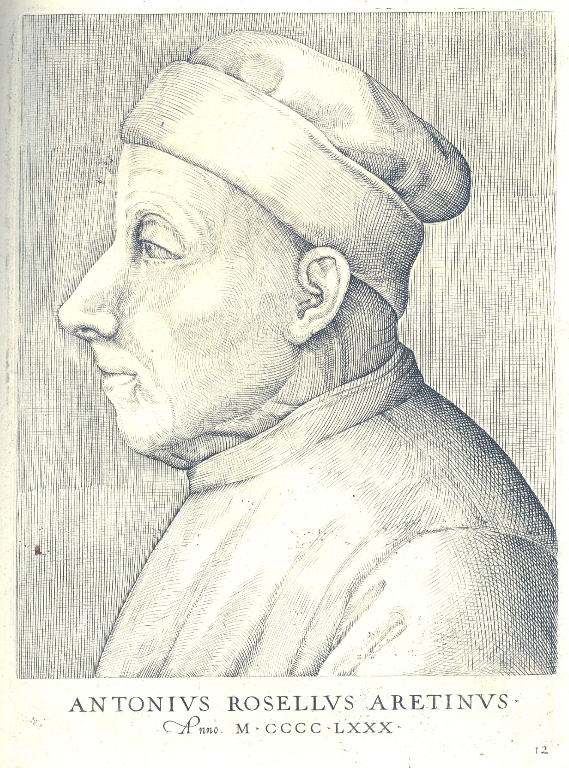
Antonius de Rosellis

Im 15. Jahrhundert, nach der Niederlage des Konziliarismus, wurden einander widersprechende Konzeptionen der päpstlichen und der kaiserlichen Weltherrschaft entwickelt.
Der Theologe und Prediger Domenico de’ Domenichi (* 1416 in Venedig; † 1478 in Brescia) erklärte, der Papst sei der Stellvertreter Christi und das Haupt der Kirche, er besitze darum den Jurisdiktionsprimat und das Dispensrecht in der Gesamtkirche und könne von niemandem gerichtet werden. Die Überordnung des Papstes über den Kaiser begründete Domenichi in seinem Traktat De potestate papae et termino eius (1456) christologisch: So wie Jesus Christus Hohepriesteramt und Königtum in sich vereinige, sei auch beides in seinem Stellvertreter, dem Papst, vereinigt. Diese Herrschaft übe er faktisch über die Christenheit aus, sie stehe ihm aber von Rechts wegen über die ganze Menschheit zu: „Der Papst ist der Erste unter den Fürsten und der höchste Monarch (Papa est primus princeps et monarcha summus).“
Einen Gegenentwurf findet man bei dem Kanonisten Antonius de Rosellis (* 1381 in Arezzo; † 1466 in Padua). Sein Hauptwerk De Monarchia seu de potestate imperatoris et papae, nach 1430 entstanden, wurde 1540 auf den Index librorum prohibitorum gesetzt. In der von ihm als Einheit gedachten Welt und Menschheit gab es zwei Gemeinwesen: das spirituelle Gemeinwesen unter dem Papst und das irdische Gemeinwesen unter dem Kaiser. Ersteres führe zum himmlischen Heil, letzteres zum irdischen Glück. Die kaiserliche Gewalt sei im Gottesgnadentum begründet; der Kaiser könne von niemandem gerichtet werden.

## 16. Jahrhundert
Die bislang eher theoretischen Überlegungen über eine Weltherrschaft des Kaisers gewannen im Zuge des Neoghibellinismus unter Großkanzler Mercurino Arborio di Gattinara und der Wahl des Habsburgers Karl V. 1519 zum römischen König politische Aktualität. Die Dominanz des burgundisch-spanisch-habsburgischen Herrschaftssystems in Europa wurde durch Franz I. von Frankreich herausgefordert.

### Rechtsphilosophie
Die in sich vielfältige Traktatliteratur der Regierungszeit Karls V. argumentierte bevorzugt rechtsphilosophisch: Der Universalmonarch sei das beseelte Gesetz (lex animata), die Quelle der Macht, der Inhaber oberster Gewalt – und hier kann wieder differenziert werden, ob Papst oder Kaiser dieser Universalmonarch seien (als dritte Möglichkeit wurde zuweilen auch der französische König in Betracht gezogen). Die Aufgaben des Kaisers als Universalmonarch wurden analog zu den Aufgaben des Papsttums entfaltet: Er sorge für Frieden, Ruhe und Ordnung, fördere so das allgemeine Wohl – mit der Zukunftsvision eines Goldenen Zeitalters. Als Beschützer der Christenheit sollte er zunächst den Krieg gegen das Osmanische Reich führen, bald aber auch den Kampf gegen die Parteigänger Martin Luthers, eines verurteilten Ketzers.
Gegner einer kaiserlichen Universalmonarchie, unter ihnen Erasmus von Rotterdam, brachten folgende klassische Argumente vor:
- Ein einzelner Mensch könne nicht so viele verschiedene Länder regieren.
- Es sei unwahrscheinlich, dass in der Vergangenheit eine Menschheitsversammlung stattgefunden habe, bei der ein Monarch bestimmt worden sei (= Lex-regia-Theorie).
- Es habe noch nie eine Universalmonarchie gegeben, auch das Imperium Romanum umfasste nicht den Erdkreis.[7]

Für die Propaganda im Dienst Karls V. war vor allem die aus der Universalmonarchie abgeleitete Weisungsbefugnis des Kaisers gegenüber anderen Monarchen wichtig. Die Gegner Karls V. bezeichneten diesen kaiserlichen Anspruch dagegen als Tyrannei. Die Könige von Frankreich und England interpretierten ihr Regierungshandeln als Übernahme kaiserlicher Befugnisse, da der Kaiser versagt habe. Die Universalmonarchie war daher für ihre Kritiker eine Entartung des Kaisertums.

### Bibelrezeption
In der spanischen und portugiesischen Ausformung der Universalmonarchie verband sich die mittelalterliche Kaisertradition, die von Karl V. vermittelt wurde, mit einer eigenständigen Tradition von der Erwählung der spanischen Könige durch Gott. Die erfolgreiche Reconquista galt als Beweis für diese Erwählung. Die Entdeckung und Eroberung der Neuen Welt vermittelte zusätzliches Selbstbewusstsein: Man hatte das Imperium Romanum übertroffen. Dass Philipp II. nicht die Kaiserkrone trug, stand einem Führungsanspruch in Europa daher nicht im Wege. Seit der Personalunion von Spanien und Portugal 1580 regierte der Herrscher ein Reich, „in dem die Sonne nicht unterging“, d. h. in dem stets irgendwo heller Tag war und Gott in rechter Weise verehrt sowie für den katholischen König Fürbitte geleistet werde. Dies erlaubte eine neue Interpretation der Bibelstellen Dan 12,11  und 2 Thess 2,6 . Üblicherweise hatte man sie so verstanden, dass das Römische Reich, bzw. eines seiner Nachfolgereiche, das Weltende noch aufhalte. Diese Rolle fiel nun dem Spanischen Weltreich zu. Es galt als das letzte Reich der Weltgeschichte, das den Auftrag habe, das Evangelium vom Reich allen Völkern zu verkünden (Weltmission, vgl. Mt 24,14 ) und die Sammlung der Christenheit unter „einem Hirten“ (Joh 10,16 ) vorzubereiten.

## 17. Jahrhundert
Während des Dreißigjährigen Krieges war der Vorwurf, nach der Weltherrschaft bzw. Universalmonarchie zu streben, das wichtigste Schlagwort der antispanischen Propaganda und für die Gegner Spaniens ein Kriegsgrund. Der Begriff Universalmonarchie bezeichnete nun die Oberherrschaft eines Staates über andere Staaten aufgrund seiner politisch-militärischen Überlegenheit. Dort, wo die Interessensphären des Hauses Habsburg mit denen anderer europäischer Mächte kollidierten, fürchtete man, Habsburg werde eine militärische Intervention als gerechten Krieg darstellen, gegründet auf seinem Selbstverständnis als Universalmonarchie.
Gegner der Herrschaft Ludwigs XIV. interpretierten Frankreich als Universalmonarchie und leiteten daraus die angemaßte Rolle einer Ordnungsmacht gegenüber anderen Staaten ab. Plausibilität gewann diese Deutung durch die zahlreichen Kriege, in die Frankreich involviert war. Dass die Staaten Europas ein gemeinsames Ganzes bildeten, war eine aus dem Mittelalter überkommene Vorstellung, die nicht in Frage gestellt wurde. Aber sie begründete nicht unbedingt eine Universalmonarchie. Der Historiker Franz Bosbach schreibt: „Als Gegenbild zur Universalmonarchie und als Ersatz für ihre argumentative Funktion trat in dieser Zeit zunehmend die Vorstellung vom Gleichgewichtssystem in Europa in den Vordergrund.“